# Rainer Esser
Rainer Esser (* 11. Januar 1957 in Wolfenbüttel) ist ein deutscher Journalist, Jurist und Medienmanager. Seit 2011 ist Esser Geschäftsführer der DvH Medien GmbH (Die Zeit, Verlagsgruppe Handelsblatt, Tagesspiegel). Seit 2015 ist Esser zudem Vorsitzender des Aufsichtsrates der Hamburg Media School.

## Ausbildung
Esser studierte nach einer Banklehre bei der Deutschen Bank (1975–1977) Rechtswissenschaften an der Universität München (1977–1979) und an der Universität Genf (1979–1980). An der US-amerikanischen University of Georgia in Athens (1982–1983) erwarb er seinen Master of Law. Im Anschluss absolvierte Rainer Esser sein Referendariat in München (1983–1986), das er mit dem 2. Staatsexamen mit Prädikat abschloss. Von 1986 bis 1987 besuchte er die Deutsche Journalistenschule in München, wo er eine Ausbildung zum Redakteur durchlief.

## Karriere

### Tätigkeit als Rechtsanwalt
Von 1987 bis 1989 war Rainer Esser als Rechtsanwalt in den Kanzleien „Nörr Stiefenhofer Lutz“ in München und „Stegemann Sieveking Lutteroth“ in Hamburg tätig. 1989 promovierte er zum Dr. jur. mit Magna cum Laude an der Universität Regensburg zum Thema „Klagen gegen ausländische Staaten“.

### Tätigkeit als Journalist
Zwischen 1989 und 1992 war Rainer Esser Chefredakteur der juristischen Fachzeitschriften Business Law Europe, Tax Letter Europe sowie Europäisches Wirtschafts- und Steuerrecht bei der Verlagsgruppe Bertelsmann International.

### Tätigkeit in Verlagen
1992 wechselte er zur Spotlight-Verlag GmbH, die er bis 1995 als Geschäftsführer leitete. Von 1992 bis 1995 war Rainer Esser Herausgeber der Zeitschriften Spotlight, écoute, ECOS und adesso.
1995 übernahm er die Geschäftsführung der Mediengruppe Main-Post. Seit 1999 ist Rainer Esser Geschäftsführer des Zeitverlages, der unter anderem die Qualitätsmedien Die Zeit und Zeit Online publiziert. Die Fachzeitschrift HORIZONT schreibt über Esser, er sei „der kaufmännische Kopf hinter einer der ungewöhnlichsten Erfolgsgeschichten der Verlagswelt: der Verwandlung des einst verstaubten Traditionsblattes und rückständigen, defizitären Hauses zum agilen Vorzeigeverlag mit stetig starkem Umsatzwachstum, auf immer neue Rekordhöhen.“

## Weitere Tätigkeiten und Mitgliedschaften (Auszug)
Seit 2020 ist Rainer Esser Mitglied des Beirats der Alfried Krupp von Bohlen und Halbach-Stiftung.
Seit 2016 ist er Mitglied des Stiftungsrats der AllBright Stiftung.

## Auszeichnungen
2017 wurde Rainer Esser vom Informationsdienst für die Medien- und Kommunikationsbranche kress zum „Medienmanager des Jahres“ gekürt.
2023 wählte ihn die Fachzeitschrift für Marketing, Werbung und Medien Horizont zum „Medienmann des Jahres“.

## Werke
- Klagen gegen ausländische Staaten (Dissertation), Verlag Peter Lang, Frankfurt am Main (usw.) 1990.